# A 2009-es Tour de France szakaszai (1–11.)

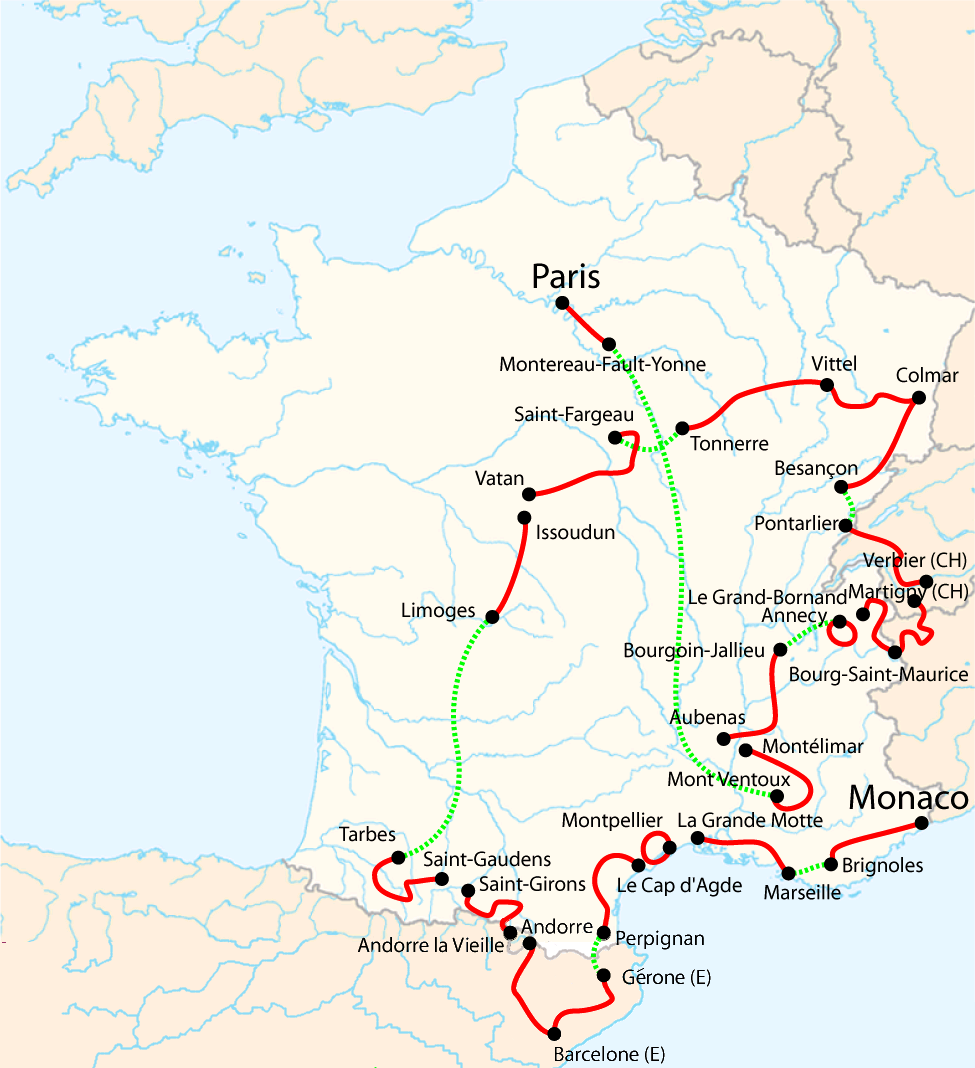
A 2009-es Tour de France útvonala.

Ez a szócikk a 2009-es Tour de France eredményeit mutatja be az 1. szakasztól a 11-ig. A többi szakasz eredményei itt találhatóak: A 2009-es Tour de France szakaszai (12–21.).
A verseny első felében a kerékpárosok Monacóból indulva a Pireneusok felé vették az irányt, majd Franciaország közepébe utaztak, s Limoges-ból folytatták útjukat.

## 1. szakasz
2009. július 4. –  Monaco >  Monaco, 15,5 km, egyéni időfutam 
| #   | Versenyző         | Csapat | Idő     |
| --- | ----------------- | ------ | ------- |
| 1.  | Fabian Cancellara | SAX    | 19' 32" |
| 2.  | Alberto Contador  | AST    | + 18"   |
| 3.  | Bradley Wiggins   | GRM    | + 19"   |
| 4.  | Andreas Klöden    | AST    | + 22"   |
| 5.  | Cadel Evans       | SIL    | + 23"   |
| 6.  | Levi Leipheimer   | AST    | + 30"   |
| 7.  | Roman Kreuziger   | LIQ    | + 32"   |
| 8.  | Tony Martin       | THR    | + 33"   |
| 9.  | Vincenzo Nibali   | LIQ    | + 37"   |
| 10. | Lance Armstrong   | AST    | + 40"   |

| #   | Versenyző         | Csapat | Idő     |
| --- | ----------------- | ------ | ------- |
| 1.  | Fabian Cancellara | SAX    | 19' 32" |
| 2.  | Alberto Contador  | AST    | + 18"   |
| 3.  | Bradley Wiggins   | GRM    | + 19"   |
| 4.  | Andreas Klöden    | AST    | + 22"   |
| 5.  | Cadel Evans       | SIL    | + 23"   |
| 6.  | Levi Leipheimer   | AST    | + 30"   |
| 7.  | Roman Kreuziger   | LIQ    | + 32"   |
| 8.  | Tony Martin       | THR    | + 33"   |
| 9.  | Vincenzo Nibali   | LIQ    | + 37"   |
| 10. | Lance Armstrong   | AST    | + 40"   |

## 2. szakasz
2009. július 5. –  Monaco >  Brignoles – 187 km, sík szakasz 
Az egy 3. és három 4. kategóriás emelkedőt magába foglaló etapon egy négyfős szökevénycsoport – Stef Clement (Rabobank), Cyril Dessel (Ag2r–La Mondiale), Jussi Veikkanen (Française des Jeux), Stéphane Auge (Cofidis) – lépett el a mezőnytől, tagjai a hegyekben szerzett pontokért szálltak harcba. Végül a finn gyűjtötte a legtöbbet, így élete első Tourján máris magára húzhatta a piros trikót, ráadásul hazájának első versenyzője, aki ezt elmondhatja magáról.
A négy éllovas közül Clement-nek sikerült a legjobban a szombati időfutam, így a szakasz egyes részein virtuálisan már ő viselte a sárga trikót, ám az összetettben élen álló Fabian Cancellara csapata, a Saxo Bank nem engedte, hogy túlságosan nagy legyen a hátránya a mezőnynek. A svájci a nap végén az Eurosportnak azt nyilatkozta:
A fő cél az első szakasz megnyerése volt, de most már reménykedem benne, hogy sikerül legalább a keddi csapat-időfutamig megőrizni a sárga trikót. Azonban nem húzhatjuk csak mi az egész mezőnyt minden nap úgy, ahogy ma tettük, mert nekünk is vannak még terveink, amelyeket meg szeretnénk valósítani.
A Saxóhoz később csatlakozott a Team Columbia, amely egyértelműen Mark Cavendish-re építette fel csapatát. A mezőnynek néhány kilométerrel a cél előtt sikerült befognia a szökevénycsoportot, így mindenki készülhetett a mezőnyhajrára, amely rendkívül sima Cavendish-sikert hozott. Nem sokkal a cél előtt ugyanis az Euskalteles Koldo Fernández bukott, amely Tom Boonen (Quick Step) és Óscar Freire (Rabobank) jó szereplését hiúsította meg. Ráadásul a brit két segítője, George Hincapie és Mark Renshaw remekül felvezette számára a hajrát, amelyet Tyler Farrar (Garmin–Slipstream) kései támadása ellenére is könnyedén megnyert. A harmadik helyen az Agritubeles Romain Feillu végzett.
Ez volt Cavendish ötödik szakaszgyőzelme a Tour-on, hiszen egy évvel korábban négy etapon is ő volt a legjobb. Így nyilatkozott a mostaniról:
Ez fantasztikusan sikerült, a csapat rendkívül erős volt. Miénk volt az egyetlen olyan gárda a sprinterek csapatai közül, amely tényleg mezőnyhajrát akart, mi végeztük a munkát. Mindenki részt vállalt ebből a sikerből, én is jó erőben éreztem magam.
A szakaszhoz hozzá tartozik Fränk Schleck (Saxo Bank) vesszőfutása, aki tegnap 1 perc 36 másodperces hátrányt szedett össze, ma pedig a szakasz közepén bukott, és csak nagy nehezen tudott felzárkózni, míg Thor Hushovd csupán a negyedik lett. Az első versenyző, aki a Tour-t feladni kényszerült, Jurgen Van De Walle (Quick Step) volt, mivel kulcscsonttörést szenvedett.
| #   | Versenyző      | Csapat | Idő        |
| --- | -------------- | ------ | ---------- |
| 1.  | Mark Cavendish | THR    | 4h 30' 02" |
| 2.  | Tyler Farrar   | GRM    | + 0"       |
| 3.  | Romain Feillu  | AGR    | + 0"       |
| 4.  | Thor Hushovd   | CTT    | + 0"       |
| 5.  | Arasiro Jukija | BTL    | + 0"       |
| 6.  | Gerald Ciolek  | MRM    | + 0"       |
| 7.  | William Bonnet | BTL    | + 0"       |
| 8.  | Nicolas Roche  | ALM    | + 0"       |
| 9.  | Koen de Kort   | SKS    | + 0"       |
| 10. | Lloyd Mondory  | ALM    | + 0"       |

| #   | Versenyző         | Csapat | Idő        |
| --- | ----------------- | ------ | ---------- |
| 1.  | Fabian Cancellara | SAX    | 4h 49' 34" |
| 2.  | Alberto Contador  | AST    | + 18"      |
| 3.  | Bradley Wiggins   | GRM    | + 19"      |
| 4.  | Andreas Klöden    | AST    | + 22"      |
| 5.  | Cadel Evans       | SIL    | + 23"      |
| 6.  | Levi Leipheimer   | AST    | + 30"      |
| 7.  | Roman Kreuziger   | LIQ    | + 32"      |
| 8.  | Tony Martin       | THR    | + 33"      |
| 9.  | Vincenzo Nibali   | LIQ    | + 37"      |
| 10. | Lance Armstrong   | AST    | + 40"      |

## 3. szakasz
2009. július 6. –  Marseille >  La Grande-Motte – 196,5 km, sík szakasz 

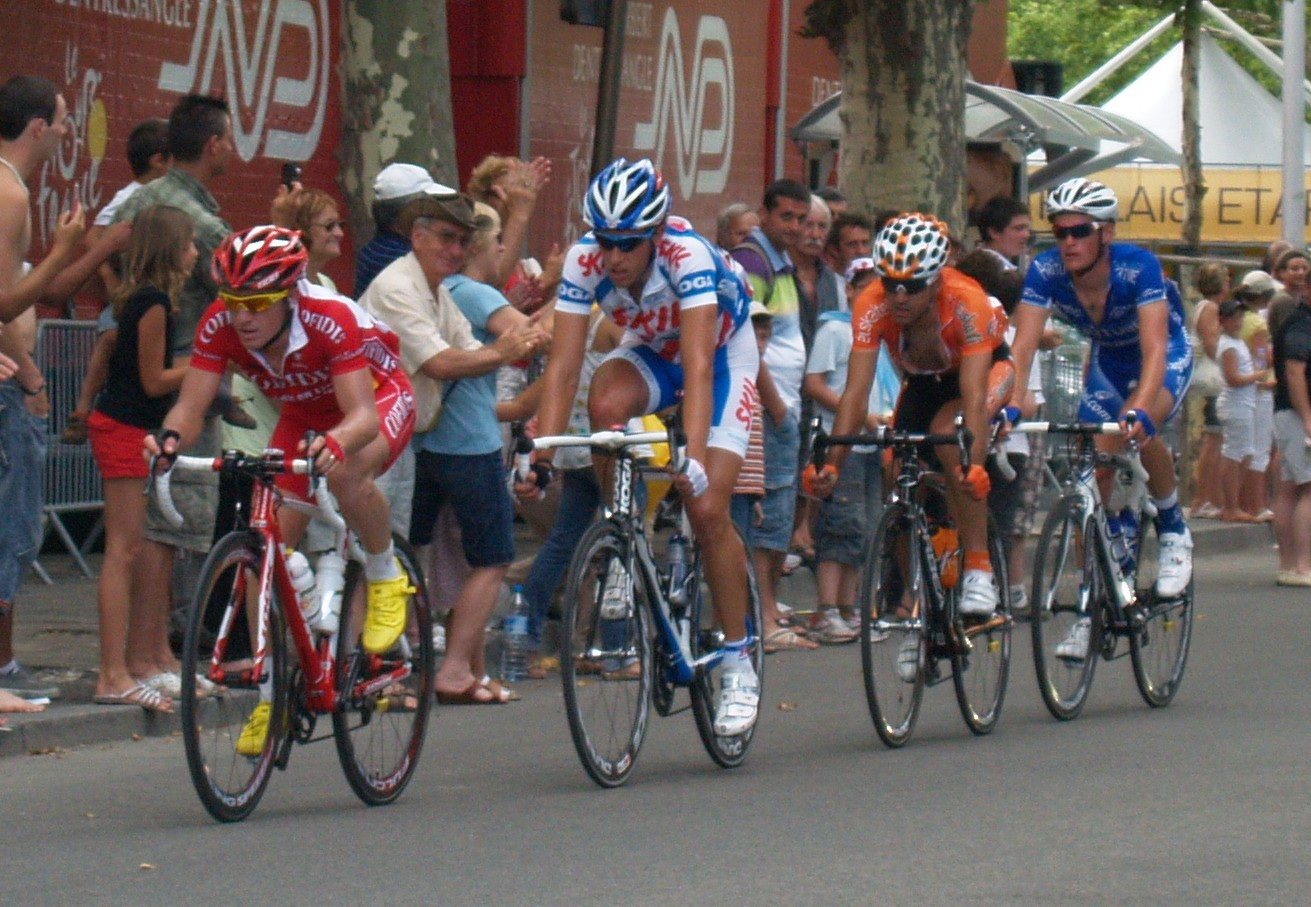
A 3. szakasz kerékpárosai Arles-ban balról jobbra: Samuel Dumoulin, Koen de Kort, Rubén Pérez és Maxime Bouet.

A Marseille és La Grande-Motte között megrendezett szakaszon két, 4. kategóriás hegy nehezítette a versenyzők dolgát. A rajt után egy szökevénycsoport ellépett a mezőnytől: a Maxime Bouet (Agritubel), Samuel Dumoulin (Cofidis), Koen de Kort (Skil–Shimano), Rubén Pérez (Euskaltel–Euskadi) alkotta négyes előnye már 13 perc is volt, ám az összetettben élen álló Fabian Cancellara csapata, a Saxo Bank remekül dolgozva végig behozható távolságon belül tartotta őket. Viszont a négyek bandáját egy idő után befogta a mezőny.
Harminc kilométerrel a vége előtt azonban egy váratlan fordulat történt. A Team Columbia nemcsak az élre állt, de az erős oldalszélben olyan tempót diktált, amelynek hatására a mezőny nagy része leszakadt az élbolytól. A 27 fős csoport mögött olyan versenyzők próbálták ledolgozni hátrányukat, mint Alberto Contador (Astana), Cadel Evans (Silence–Lotto), Fränk és Andy Schleck (Saxo Bank), Gyenyisz Menysov (Rabobank), ám kevés sikerrel. Az összetettre is esélyesek közül Lance Armstrong (Astana) helyezkedett jól, így ő elől maradt, de gondolva a többiekre, nem sokat segített. A hajrára két klasszis sprinter, Mark Cavendish (Team Columbia) és Thor Hushovd (Cervélo) maradt, kettejük csatáját pedig könnyedén nyerte a brit, aki így két napon belül második szakaszgyőzelmének örülhet. Ez volt a hatodik sikere a Tour de France-on pályafutása során.
Ami a trikókat illeti, Fabian Cancellara növelte előnyét az összetettben, most már 33 másodperccel vezet Tony Martin előtt, a fiatal német viszont megszerezte a legjobb 25 éven aluli versenyzőnek járó fehér trikót, köszönhetően annak, hogy az eddigi éllovas Roman Kreuziger (Liquigas) is a leszakadozottakkal együtt ért célba.
| #   | Versenyző         | Csapat | Idő        |
| --- | ----------------- | ------ | ---------- |
| 1.  | Mark Cavendish    | THR    | 5h 01' 24" |
| 2.  | Thor Hushovd      | CTT    | + 0"       |
| 3.  | Cyril Lemoine     | SKS    | + 0"       |
| 4.  | Samuel Dumoulin   | COF    | + 0"       |
| 5.  | Jérôme Pineau     | QST    | + 0"       |
| 6.  | Fabian Cancellara | SAX    | + 0"       |
| 7.  | Fabian Wegmann    | MRM    | + 0"       |
| 8.  | Beppu Fumijuki    | SKS    | + 0"       |
| 9.  | Maxime Bouet      | AGR    | + 0"       |
| 10. | Linus Gerdemann   | MRM    | + 0"       |

| #   | Versenyző         | Csapat | Idő        |
| --- | ----------------- | ------ | ---------- |
| 1.  | Fabian Cancellara | SAX    | 9h 50' 58" |
| 2.  | Tony Martin       | THR    | + 33"      |
| 3.  | Lance Armstrong   | AST    | + 40"      |
| 4.  | Alberto Contador  | AST    | + 59"      |
| 5.  | Bradley Wiggins   | GRM    | + 1' 00"   |
| 6.  | Andreas Klöden    | AST    | + 1' 03"   |
| 7.  | Linus Gerdemann   | MRM    | + 1' 03"   |
| 8.  | Cadel Evans       | SIL    | + 1' 04"   |
| 9.  | Maxime Monfort    | THR    | + 1' 10"   |
| 10. | Levi Leipheimer   | AST    | + 1' 11"   |

## 4. szakasz
2009. július 7. –  Montpellier >  Montpellier – 39 km, csapatidőfutam 
| #   | Csapat                  | Idő      |
| --- | ----------------------- | -------- |
| 1.  | Astana (AST)            | 46' 29"  |
| 2.  | Garmin–Slipstream (GRM) | + 18"    |
| 3.  | Team Saxo Bank (SAX)    | + 40"    |
| 4.  | Liquigas (LIQ)          | + 58"    |
| 5.  | Team Columbia–HTC (THR) | + 59"    |
| 6.  | Katyusa (KAT)           | + 1' 23" |
| 7.  | Caisse d'Epargne (GCE)  | + 1' 29" |
| 8.  | Cervélo TestTeam (CTT)  | + 1' 37" |
| 9.  | Ag2r–La Mondiale (ALM)  | + 1' 48" |
| 10. | Euskaltel–Euskadi (EUS) | + 2' 09" |

| #   | Versenyző         | Csapat | Idő         |
| --- | ----------------- | ------ | ----------- |
| 1.  | Fabian Cancellara | SAX    | 10h 38' 07" |
| 2.  | Lance Armstrong   | AST    | + 0"        |
| 3.  | Alberto Contador  | AST    | + 19"       |
| 4.  | Andreas Klöden    | AST    | + 23"       |
| 5.  | Levi Leipheimer   | AST    | + 31"       |
| 6.  | Bradley Wiggins   | GRM    | + 38"       |
| 7.  | Haimar Zubeldia   | AST    | + 51"       |
| 8.  | Tony Martin       | THR    | + 52"       |
| 9.  | David Zabriskie   | GRM    | + 1' 06"    |
| 10. | David Millar      | GRM    | + 1' 07"    |

## 5. szakasz
2009. július 8. –  Le Cap d’Agde >  Perpignan – 196,5 km, sík szakasz 
| #   | Versenyző          | Csapat | Idő        |
| --- | ------------------ | ------ | ---------- |
| 1.  | Thomas Voeckler    | BTL    | 4h 29' 35" |
| 2.  | Mihail Ignatyev    | KAT    | + 7"       |
| 3.  | Mark Cavendish     | THR    | + 7"       |
| 4.  | Tyler Farrar       | GRM    | + 7"       |
| 5.  | Gerald Ciolek      | MRM    | + 7"       |
| 6.  | Danilo Napolitano  | KAT    | + 7"       |
| 7.  | José Joaquín Rojas | GCE    | + 7"       |
| 8.  | Lloyd Mondory      | ALM    | + 7"       |
| 9.  | Óscar Freire       | RAB    | + 7"       |
| 10. | Thor Hushovd       | CTT    | + 7"       |

| #   | Versenyző         | Csapat | Idő         |
| --- | ----------------- | ------ | ----------- |
| 1.  | Fabian Cancellara | SAX    | 15h 07' 49" |
| 2.  | Lance Armstrong   | AST    | + 0"        |
| 3.  | Alberto Contador  | AST    | + 19"       |
| 4.  | Andreas Klöden    | AST    | + 23"       |
| 5.  | Levi Leipheimer   | AST    | + 31"       |
| 6.  | Bradley Wiggins   | GRM    | + 38"       |
| 7.  | Haimar Zubeldia   | AST    | + 51"       |
| 8.  | Tony Martin       | THR    | + 52"       |
| 9.  | David Zabriskie   | GRM    | + 1' 06"    |
| 10. | David Millar      | GRM    | + 1' 07"    |

## 6. szakasz
2009. július 9. –  Girona >  Barcelona – 181,5 km, sík szakasz 
| #   | Versenyző          | Csapat | Idő        |
| --- | ------------------ | ------ | ---------- |
| 1.  | Thor Hushovd       | CTT    | 4h 21' 33" |
| 2.  | Óscar Freire       | RAB    | + 0"       |
| 3.  | José Joaquín Rojas | GCE    | + 0"       |
| 4.  | Gerald Ciolek      | MRM    | + 0"       |
| 5.  | Franco Pellizotti  | LIQ    | + 0"       |
| 6.  | Filippo Pozzato    | KAT    | + 0"       |
| 7.  | Alessandro Ballan  | LAM    | + 0"       |
| 8.  | Rinaldo Nocentini  | ALM    | + 0"       |
| 9.  | Cadel Evans        | SIL    | + 0"       |
| 10. | Fabian Cancellara  | SAX    | + 0"       |

| #   | Versenyző             | Csapat | Idő         |
| --- | --------------------- | ------ | ----------- |
| 1.  | Fabian Cancellara     | SAX    | 19h 29' 22" |
| 2.  | Lance Armstrong       | AST    | + 0"        |
| 3.  | Alberto Contador      | AST    | + 19"       |
| 4.  | Andreas Klöden        | AST    | + 23"       |
| 5.  | Levi Leipheimer       | AST    | + 31"       |
| 6.  | Bradley Wiggins       | GRM    | + 38"       |
| 7.  | Tony Martin           | THR    | + 52"       |
| 8.  | Christian Vande Velde | GRM    | + 1' 16"    |
| 9.  | Gustav Larsson        | SAX    | + 1' 22"    |
| 10. | Maxime Monfort        | THR    | + 1' 29"    |

## 7. szakasz
2009. július 10. –  Barcelona >  Andorra – 224 km, hegyi szakasz 
| #   | Versenyző           | Csapat | Idő        |
| --- | ------------------- | ------ | ---------- |
| 1.  | Brice Feillu        | AGR    | 6h 11' 31" |
| 2.  | Christophe Kern     | COF    | + 5"       |
| 3.  | Johannes Fröhlinger | MRM    | + 25"      |
| 4.  | Rinaldo Nocentini   | ALM    | + 26"      |
| 5.  | Egoi Martínez       | EUS    | + 45"      |
| 6.  | Christophe Riblon   | ALM    | + 1' 05"   |
| 7.  | Jérôme Pineau       | QST    | + 2' 32"   |
| 8.  | José Iván Gutiérrez | GCE    | + 3' 14"   |
| 9.  | Alberto Contador    | AST    | + 3' 26"   |
| 10. | Cadel Evans         | SIL    | + 3' 47"   |

| #   | Versenyző             | Csapat | Idő         |
| --- | --------------------- | ------ | ----------- |
| 1.  | Rinaldo Nocentini     | ALM    | 25h 44' 32" |
| 2.  | Alberto Contador      | AST    | + 6"        |
| 3.  | Lance Armstrong       | AST    | + 8"        |
| 4.  | Levi Leipheimer       | AST    | + 46"       |
| 5.  | Bradley Wiggins       | GRM    | + 54"       |
| 6.  | Andreas Klöden        | AST    | + 39"       |
| 7.  | Tony Martin           | THR    | + 1' 00"    |
| 8.  | Christian Vande Velde | GRM    | + 1' 24"    |
| 9.  | Andy Schleck          | SAX    | + 1' 49"    |
| 10. | Vincenzo Nibali       | LIQ    | + 1' 54"    |

## 8. szakasz
2009. július 11. –  Andorra la Vella >  Saint-Girons – 176,5 km, hegyi szakasz 
| #   | Versenyző          | Csapat | Idő        |
| --- | ------------------ | ------ | ---------- |
| 1.  | Luis León Sánchez  | GCE    | 4h 31' 50" |
| 2.  | Sandy Casar        | FDJ    | + 0"       |
| 3.  | Mikel Astarloza    | EUS    | + 0"       |
| 4.  | Vlagyimir Jefimkin | ALM    | + 3"       |
| 5.  | José Joaquín Rojas | GCE    | + 1' 54"   |
| 6.  | Christophe Riblon  | ALM    | + 1' 54"   |
| 7.  | Peter Velits       | MRM    | + 1' 54"   |
| 8.  | Sébastien Minard   | COF    | + 1' 54"   |
| 9.  | Jérémy Roy         | FDJ    | + 1' 54"   |
| 10. | Thomas Voeckler    | BTL    | + 1' 54"   |

| #   | Versenyző             | Csapat | Idő         |
| --- | --------------------- | ------ | ----------- |
| 1.  | Rinaldo Nocentini     | ALM    | 30h 18' 16" |
| 2.  | Alberto Contador      | AST    | + 6"        |
| 3.  | Lance Armstrong       | AST    | + 8"        |
| 4.  | Levi Leipheimer       | AST    | + 39"       |
| 5.  | Bradley Wiggins       | GRM    | + 46"       |
| 6.  | Andreas Klöden        | AST    | + 54"       |
| 7.  | Tony Martin           | THR    | + 1' 00"    |
| 8.  | Christian Vande Velde | GRM    | + 1' 24"    |
| 9.  | Andy Schleck          | SAX    | + 1' 49"    |
| 10. | Vincenzo Nibali       | LIQ    | + 1' 54"    |

## 9. szakasz
2009. július 12. –  Saint-Gauden >  Tarbes – 160,5 km, hegyi szakasz 
| #  | Versenyző          | Csapat | Idő        |
| -- | ------------------ | ------ | ---------- |
| 1  | Pierrick Fédrigo   | BTL    | 4h 05' 31" |
| 2  | Franco Pellizotti  | LIQ    | + 0"       |
| 3  | Óscar Freire       | RAB    | + 34"      |
| 4  | Szergej Ivanov     | KAT    | + 34"      |
| 5  | Peter Velits       | MRM    | + 34"      |
| 6  | José Joaquín Rojas | GCE    | + 34"      |
| 7  | Greg van Avermaet  | SIL    | + 34"      |
| 8  | Geoffroy Lequatre  | AGR    | + 34"      |
| 9  | Alessandro Ballan  | LAM    | + 34"      |
| 10 | Nicolas Roche      | ALM    | + 34"      |

| #   | Versenyző             | Csapat | Idő         |
| --- | --------------------- | ------ | ----------- |
| 1.  | Rinaldo Nocentini     | ALM    | 34h 24' 21" |
| 2.  | Alberto Contador      | AST    | + 6"        |
| 3.  | Lance Armstrong       | AST    | + 8"        |
| 4.  | Levi Leipheimer       | AST    | + 39"       |
| 5.  | Bradley Wiggins       | GRM    | + 46"       |
| 6.  | Andreas Klöden        | AST    | + 54"       |
| 7.  | Tony Martin           | THR    | + 1' 00"    |
| 8.  | Christian Vande Velde | GRM    | + 1' 24"    |
| 9.  | Andy Schleck          | SAX    | + 1' 49"    |
| 10. | Vincenzo Nibali       | LIQ    | + 1' 54"    |

## Pihenőnap
2009. július 13. –  Limoges

## 10. szakasz
2009. július 14. –  Limoges >  Issoudun – 194,5 km, sík szakasz 
A 10. szakaszon az előzetes bejelentést követően a kerékpárosok rádiós felszerelés nélkül tették meg a napi távot, a szervezők így tesztelték a versenyzők és csapatuk közötti kommunikáció hiányának következményeit. A versenyzők tiltakozásuk kifejezéseképpen lassú tempóban haladtak végig a szakaszon, ám a 4 szökevényt az utolsó kilométereken utolérték, így a zöld trikóért vívott harc volt a tét a mezőnyhajrá során.
| #   | Versenyző               | Csapat | Idő        |
| --- | ----------------------- | ------ | ---------- |
| 1.  | Mark Cavendish          | THR    | 4h 46' 43" |
| 2.  | Thor Hushovd            | CTT    | + 0"       |
| 3.  | Tyler Farrar            | GRM    | + 0"       |
| 4.  | Leonardo Duque          | COF    | + 0"       |
| 5.  | José Joaquín Rojas      | GCE    | + 0"       |
| 6.  | Lloyd Mondory           | ALM    | + 0"       |
| 7.  | Kenny Robert van Hummel | SKS    | + 0"       |
| 8.  | William Bonnet          | BTL    | + 0"       |
| 9.  | Daniele Bennati         | LIQ    | + 0"       |
| 10. | Saïd Haddou             | BTL    | + 0"       |

| #   | Versenyző             | Csapat | Idő         |
| --- | --------------------- | ------ | ----------- |
| 1.  | Rinaldo Nocentini     | ALM    | 39h 11' 04" |
| 2.  | Alberto Contador      | AST    | + 6"        |
| 3.  | Lance Armstrong       | AST    | + 8"        |
| 4.  | Levi Leipheimer       | AST    | + 39"       |
| 5.  | Bradley Wiggins       | GRM    | + 46"       |
| 6.  | Andreas Klöden        | AST    | + 54"       |
| 7.  | Tony Martin           | THR    | + 1' 00"    |
| 8.  | Christian Vande Velde | GRM    | + 1' 24"    |
| 9.  | Andy Schleck          | SAX    | + 1' 49"    |
| 10. | Vincenzo Nibali       | LIQ    | + 1' 54"    |

## 11. szakasz
2009. július 15. –  Vatan >  Saint-Fargeau – 192 km, sík szakasz 
24 km megtétele után Marcin Sapa (Lampre) és Johan Vansummeren (Silence–Lotto) lépett el a mezőnytől, ám igazán nagy előnyt ezúttal sem tudtak kialakítani az elől lévők. Az utolsó 500 méteren emelkedett az út vége, ami általában nem kedvez Mark Cavendish-nek (Columbia). A többi sprinter célja az volt, hogy valahogy szétszedje a Columbia sorát, ami ezúttal sem sikerült, ám a brit Cavendish végül háromnegyed-kerékpárral nyert Tyler Farrar (Garmin) előtt, a harmadik helyen pedig Jauhenyi Hutarovics (Française des Jeux) végzett.
Ez volt a 24 esztendős versenyző idei negyedik, pályafutása során immáron a nyolcadik szakasz-győzelme a Tour-on, amellyel beállította Barry Hoban brit rekordját. Ezzel együtt visszaszerezte a zöld trikót is, köszönhetően Hushovd ötödik helyének:
Rendben volt ez a szakasz, nem volt túl meredek a vége. Ezúttal 150 méterrel a cél előtt robbantottam, kicsit később, mint általában szoktam, 250-300 méternél, és ez volt az eddigi legszorosabb győzelmem az idei Tour-on. A csapat ezúttal is jól alkalmazkodott a helyzethez.
| #   | Versenyző           | Csapat | Idő        |
| --- | ------------------- | ------ | ---------- |
| 1.  | Mark Cavendish      | THR    | 4h 17' 55" |
| 2.  | Tyler Farrar        | GRM    | + 0"       |
| 3.  | Jauhenyi Hutarovics | FDJ    | + 0"       |
| 4.  | Óscar Freire        | RAB    | + 0"       |
| 5.  | Thor Hushovd        | CTT    | + 0"       |
| 6.  | Leonardo Duque      | COF    | + 0"       |
| 7.  | Gerald Ciolek       | MRM    | + 0"       |
| 8.  | Lloyd Mondory       | ALM    | + 0"       |
| 9.  | William Bonnet      | BTL    | + 0"       |
| 10. | Nyikolaj Truszov    | KAT    | + 0"       |

| #   | Versenyző             | Csapat | Idő         |
| --- | --------------------- | ------ | ----------- |
| 1.  | Rinaldo Nocentini     | ALM    | 43h 28' 59" |
| 2.  | Alberto Contador      | AST    | + 6"        |
| 3.  | Lance Armstrong       | AST    | + 8"        |
| 4.  | Levi Leipheimer       | AST    | + 39"       |
| 5.  | Bradley Wiggins       | GRM    | + 46"       |
| 6.  | Andreas Klöden        | AST    | + 54"       |
| 7.  | Tony Martin           | THR    | + 1' 00"    |
| 8.  | Christian Vande Velde | GRM    | + 1' 24"    |
| 9.  | Andy Schleck          | SAX    | + 1' 49"    |
| 10. | Vincenzo Nibali       | LIQ    | + 1' 54"    |